# Pig (Kentucky)
Pigest une communauté non incorporée du comté d'Edmonson, dans l'État du Kentucky, États-Unis.

## Localisation et voisinage
La zone associée à cette localité se trouve au voisinage de la route KY 422, s'étendant du terminus sud de cette route KY 422 jusqu'à la route US 31-W ; au nord, la zone est délimitée par la route KY 259 vers Rhod (en) et par la route KY 70 vers Brownsville .
Pig fait partie de la région statistique métropolitaine de Bowling Green dont le siège se situe dans le comté de Warren voisin.
Pig est également à quelques kilomètres au sud-ouest de Mammoth Cave.

## Historique
La localité a été ainsi nommée après des différends sur le nom à lui attribuer. Un résident a déclaré avoir vu un petit porc sur la route. Le nom de « Pig » (signifiant cochon, en anglais) a alors été retenu.

### Note
- (en) Cet article est partiellement ou en totalité issu de l’article de Wikipédia en anglais intitulé « Pig Kentucky » (voir la liste des auteurs).